# クロード＝アドリアン・エルヴェシウス

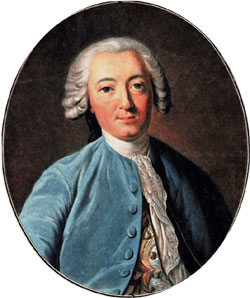
C･A･エルヴェシウス

クロード＝アドリアン・エルヴェシウス（Claude-Adrien Helvétius、1715年1月26日－1771年12月26日）は、18世紀フランスの哲学者、啓蒙思想家。親交のあったドルバックとともに、啓蒙時代の唯物論の代表的作家とされる。その名は、”エルベシウス”と表記されることもある。

## 生涯
1715年、スイスからパリに移住した医者の家系に生まれる。エルヴェシウスという名は、スイスのラテン語古名ヘルヴェティアのフランス語化。父親ジャン=クロード=アドリアンは、ルイ15世の王妃マリー・レクザンスカの筆頭侍医。
イエズス会経営の学校で学び、1738年、23歳の時に王妃の引き立てで徴税請負人となり、1751年まで務めた。1751年にグラフィニー夫人の姪アンヌ=カトリーヌ・リニヴィル(愛称ミネット)と結婚。結婚後、王妃の司厨長の地位を購入し、冬場を除く一年の大半をパリ市内にある自分の領地で学問研究に没頭しつつ、領地住民のためには靴下工場を作った。
徴税請負人の時代に詩作を始めてヴォルテールの指導を受けていたが、徐々に哲学へ関心を移していった。
最初の著作『精神論』は、国王の出版許可を得て1758年7月に刊行されたが、その直後に反道徳的としてカトリック陣営から強い批判があり、同年8月出版許可が取り消され、おおやけに販売することができなくなった。しかしこの問題はその後さらに拡大し、11月、パリ大司教ボーモンによって弾劾され、翌年1月、刊行中の『百科全書』などとともにパリ高等法院に告発された。判決は、告発された書籍の内容に応じて出され、『精神論』は2月に焚書処分の裁定を受けた。この間、エルヴェシウスは自己批判の撤回文を数度公開した。これに続いて同年5月には、パリ大学神学部によって断罪された。一方、この騒動のあおりを受けて、『百科全書』も出版を継続することができなくなった。『精神論』出版許可取消にはじまる一連の出版弾圧は、「精神論事件」として知られている。
これらの騒動にもかかわらず、1759年5月には、ドズリーによって『精神論』の英訳が出版され、エルヴェシウスの思想はイギリス思想界にも影響を与えた。ただし、『精神論』刊行当時は英仏七年戦争の最中であり、エルヴェシウスが渡英してヒュームらイギリスの知識人と直接会うのは七年戦争終結後のことである。
その後同じ思想のもとに『人間論』を書いたが、弾圧を怖れて生前は刊行せず、この著作はエルヴェシウスの死後に出版された。
大富豪だったエルヴェシウスは自宅にサロンを開き、当時の啓蒙思想家であるヴォルテールや百科全書派のディドロ、ダランベール、ジャーナリストのシュアールやイタリアの経済学者フェルディナンド・ガリアーニなどと交流した。このサロンは、1771年にエルヴェシウスが没した後も未亡人が引き続き主催し、同メンバーのほか下世代のイデオロジスト(観念学派）カバニスやデステュット・ド・トラシーなども参加するようになって、二つの潮流を結びつける場となった。折からアメリカ独立運動に対する支援を求めるために渡仏したフランクリンもこのサロンの客となり、エルヴェシウス未亡人に求婚している。エルヴェシウスと夫人とのあいだには二人の娘がおり、いずれも貴族に嫁した。

## 思想
認識論の分野ではコンディヤックの感覚論と当時最新の生理学の成果を踏まえて、人間精神の活動のすべてを「身体的感性　sensibilité physique」に還元できるとした。最初の著作『精神論』(De l'esprit)は、コンディヤックの快苦原理を受け継ぎながらも霊魂不滅を説くコンディヤックと異なり、霊魂の不死に疑問を投じた。
社会道徳の分野では、公共にとっての利益が善の基準であると考え、ベンサムの功利主義やウィリアム・ゴドウィンに影響を与えている。徳はエルヴェシウスにとって、他者を考慮する政治的な感情･行動である。また、個人的利益を追求するように見える物理的感覚から公共の利益への志向は、「将来の予想や期待」「教育」によって道徳的感情を涵養することで形成しうるとエルヴェシスは考えた。そこでエルヴェシウスは『人間論』で快楽論に基づきつつ名誉心を重視し、名誉心を媒介として、個人的欲望と公共福祉の調和を図る道徳論を主張した。

## 著作
- 『精神論　De l'esprit』（1758年）
  - “エルヴェシウス『精神論』目次”. (序,第一講の試訳リンク有).   「世善知特網旧殿」(管理&翻訳:如月). 2015年8月10日閲覧。, 
Helvétius, 根岸国孝, 梅根悟, 勝田守一『人間論』明治図書出版〈世界教育学選集第37巻〉、1966年。doi:10.11501/2978004。 NCID BN0195719X。CRID 1130000797654696192。
  - 『精神論』森岡邦泰・菅原多喜夫訳、京都大学学術出版会〈近代社会思想コレクション〉、2024年。ISBN 9784814005291
- 『人間論　De l'homme』（1771年）
  - 「世界古典文庫」（日本評論社、1949年）「人間論」第3巻目まで [2]
  - 根岸国孝 訳『人間論』(1巻,2巻,5巻,10巻のみの抄訳)（世界教育学選集）、明治図書、1966年。(明治図書出版) , ASIN B000JABKQY